# 浏览器对象模型
浏览器对象模型(BOM)指的是由Web浏览器暴露的所有对象组成的表示模型。BOM与DOM不同，其既没有标准的实现，也没有严格的定义, 所以浏览器厂商可以自由地实现BOM。
作为显示文档的窗口, 浏览器程序将其视为对象的分层集合。当浏览器分析文档时, 它将创建一个对象的集合, 以定义文档, 并详细说明它应如何显示。浏览器创建的对象称为文档对象。它是浏览器使用的更大的对象集合的一部分。此浏览器对象集合统称为浏览器对象模型或BOM。
BOM层次结构的顶层是窗口对象, 它包含有关显示文档的窗口的信息。某些窗口对象本身就是描述文档和相关信息的对象。